# Michael Joyce
Michael Joyce (1945) es un escritor estadounidense conocido principalmente por ser uno de los pioneros en la utilización del hipertexto para la creación de obras narrativas de calidad. 
Su obra más conocida, Afternoon, a story (1987), distribuida por Eastgate Systems Inc. y diseñada mediante el programa Storyspace, tiene un tenue hilo argumental (el protagonista cree que quizás haya visto morir a su hijo en un accidente de coche esa mañana) alrededor del cual se desarrolla una red de textos enlazados de gran complejidad. De hecho, en Afternoon, cada palabra que compone el texto es un enlace que lleva a alguna otra página de la novela. Muchas de ellas, especialmente las palabras vacías ("the", "and", "of", etc.) llevan a una misma página, que sirve de núcleo a toda la novela:

I want to say I may have seen my son die this morning

Además de Afternoon, a story, Michael Joyce también ha publicado, igualmente con Eastgate, Twilight, a Symphony (novela hipertextual) (1996) y, en formato de libro, War outside Ireland: a novel (1982), Of two minds: hypertext pedagogy and poetics (1995), Othermindedness: the emergence of network culture (2000), y Moral tales and meditations: technological parables and refractions (2001).